# 楊學德
楊學德 (英文：Yeung Hok Tak) ，香港漫畫家。
他成長於八十年代，喜歡懷舊，曾於廣告、設計公司、雜誌社任職。
2002年自資出版首本個人漫畫集《錦鏽藍田》，2004年起與小克於《東touch》雜誌連載漫畫專欄，二人惺惺相惜，創作上時有交流。楊學德在《東touch》的專欄結集成《標童話集》系列，與小克的《偽科學鑑證》系列書名相對。於2008年起，在《太陽報》連載四格漫畫專欄《不軌劇場》，亦結集成書。
楊學德的作品以「騎呢」、「麻甩」、「核突」見稱，常自嘲不如好友小克般受女讀者歡迎，但其作品得到行內人高度評價。按記憶重構的《錦鏽藍田》被稱為史詩式、經典，並以法文《Qu' elle était bleue ma vallée》及英文《How Blue Was My Valley》出版。楊學德曾參與瑞士、意大利、法國、台灣等地的漫畫聯展，亦曾在香港舉辦個人《狂草展》，及不時與小克或其他漫畫家合辦聯展。
楊學德漫畫作品散見於《瞄》雜誌。
2012年，楊學德參與由謝立文執導的香港動畫，麥兜噹噹伴我心的製作。他自認自己是麥兜迷：「如麥家碧這種，我形容為‘童真’的風格，我是極喜歡的。我是她的粉絲無疑！別看我一個大男人，以為會偏好陽剛味娛樂性的作品，但其實我是個麥兜迷，還有小丸子！」

## 作品
- Comix 2000 [4] , L'Association (France) (1999)
- 《錦鏽藍田》(已絕版) (2002) ISBN 9789628660124
- 《標童話集1》三聯書店(香港) (2006) ISBN 9789620425738
- 《香港春卷》(合著) 大辣出版社 (2006) ISBN 9868193621
- 《錦鏽藍田》復刻版  三聯書店(香港) (2007) ISBN 9789620426490
- Qu'elle était bleue ma vallée, Actes Sud BD (2007) ISBN 9782742765744
- 《標童話集2 消滅九龍》三聯書店(香港) (2007) ISBN 9789620426810
- 《標童話集3 門外漢》三聯書店(香港) (2008) ISBN 9789620427732
- 《狂草集》Hulahoop (2008) ISBN 9789881782816
- 《漫漫食》(合著) 凌速姊妹(集團) (2008) ISBN 9789889885885
- 《標童話集4 我恨我痴心》三聯書店(香港) (2009) ISBN 9789620429033
- 《不軌劇場》三聯書店(香港) (2009) ISBN 9789620428463
- 《樂而不雅 Lustfully Yours》(同名聯展結集) Hulahoop Gallery (2009) ISBN 9789881782847
- 《我在屋邨长大》(锦绣蓝田复刻版) 生活·读书·新知三联书店 (2013) ISBN 9787108045126

## 訪問
- 《藝力無限》 （页面存档备份，存于） ，香港電台電視節目，2007年。
- 《麻甩無份楊學德》，2007年。
- 《阿德x小克 無聊話有心畫》[永久]，2008年。
- 《標童話集》、《偽科學鑑證》300回連載達成 （页面存档备份，存于） ，東Touch，2010年1月26日。

## 外部連結
- 楊學德網站 kicklam.com （页面存档备份，存于）